# Mercer Ridge
Die Mercer Ridge ist ein markanter und teilweise unvereister Gebirgskamm im westantarktischen Marie-Byrd-Land. In der Ohio Range der Horlick Mountains bildet er das südwestliche Ende des Massivs von Mount Schopf.
Das Advisory Committee on Antarctic Names benannte ihn 1962 nach dem US-amerikanischen Geologen und Glaziologen John H. Mercer (1922–1987), der einer Mannschaft der Ohio State University zur Erkundung der Horlick Mountains zwischen 1960 und 1961 angehört hatte.